# Cantó d'Alfortville-Sud
El cantó d'Alfortville-Sud és un antic cantó francès del departament de Val-de-Marne, que estava situat al districte de Créteil. Comptava amb part del municipi d'Alfortville.
Al 2015 va desaparèixer i el seu territori va passar a formar part del nou cantó d'Alfortville.

## Municipis
- Alfortville (part)

## Història
| Data d'elecció                           | Identitat             | Partit | Qualitat |
| ---------------------------------------- | --------------------- | ------ | -------- |
| 1967-1985                                | Joseph Franceschi     | PS     |          |
| 1985-1992                                | Jean-Pierre Cot       | PS     |          |
| 1992-2011                                | Jean-Pierre Moranchel | PS     |          |
| 2011                                     | Isabelle Santiago     | PS     |          |
| 2011-                                    | Mohamed Chikouche     | PS     |          |
| les dades anteriors no són pas conegudes |                       |        |          |
|                                          |                       |        |          |

## Demografia
| A partir de 1990: Població sense dobles comptes |